# Sojusz Narodowy (Włochy)
Sojusz Narodowy (wł. Alleanza Nazionale, AN) – włoska prawicowa partia polityczna, działająca w latach 1995–2009.

## Historia
Koncepcja utworzenia Sojuszu Narodowego pojawiła się już przed wyborami parlamentarnymi w 1994. Wówczas listę wyborczą o takiej nazwie utworzył przywódca postfaszystowskiego Włoskiego Ruchu Socjalnego, Gianfranco Fini, zapraszając na nią poza działaczami MSI także przedstawicieli rozwiązanej w wyniku afer korupcyjnych Chrześcijańskiej Demokracji. AN zblokował swoje listy wyborcze z innymi ugrupowaniami Bieguna Wolności, zainicjowanego przez Silvia Berlusconiego, łączącego nowe bądź marginalizowane dotąd formacje na scenie politycznej.
Pierwszy kongres Sojuszu Narodowego odbył się na początku 1995, kiedy to formalnie rozwiązano Włoski Ruch Socjalny. AN od początku pozostawał stałym koalicjantem bloku centroprawicy, będąc pod względem poparcia drugim (po Forza Italia) ugrupowaniem najpierw Bieguna Wolności (w wyborach 1994 i 1996), a następnie Domu Wolności (w wyborach 2001 i 2006).
Nowa formacja zaczęła stopniowo dystansować się od poglądów głoszonych przez MSI, przechodząc na pozycje europejskiego konserwatyzmu. Ewolucja narodowców w tym kierunku była przeprowadzana przez Gianfranca Finiego i jego najbliższe otoczenie, w tym trzech tzw. pułkowników (Maurizia Gasparriego, Ignazia La Russę i Altera Matteoliego). Symbolem zerwania z postfaszyzmem stała się wizyta przywódcy AN (wówczas wicepremiera w rządzie Silvia Berlusconiego w Izraelu z 2003, gdy po spotkaniu w instytucie Jad Waszem przyznał, że „włoski faszyzm był haniebną kartą”. Odchodzenie od dotychczasowych haseł i przechodzenie na pozycje centroprawicowe i proeuropejskie doprowadziło do paru niewielkich rozłamów w Sojuszu Narodowym, m.in. w 2003 odeszła z niego Alessandra Mussolini, a w 2007 grupa skupiona wokół senatora Francesca Storace.
Gdy na jesieni 2007 Silvio Berlusconi ogłosił koncepcję utworzenia nowej szerokiej formacji na bazie dotychczasowej koalicji Dom Wolności, przywódcy Sojuszu Narodowego początkowo skrytykowali tę propozycję. Wkrótce jednak liderzy prawicy doszli do porozumienia, w ramach którego Gianfranco Fini zgłosił akces AN do federacyjnego Ludu Wolności. Po zwycięstwie PdL i jego sojuszników w przedterminowych wyborach parlamentarnych w 2008, przywódca Sojuszu Narodowego został przewodniczącym Izby Deputowanych XVI kadencji. Stanowisko pełniącego obowiązki przewodniczącego partii objął wówczas Ignazio La Russa.
Współpraca w ramach PdL doprowadziła do samorozwiązania się Sojuszu Narodowego na kongresie 22 marca 2009 i przystąpieniu do tworzenia jednolitej partii pod nazwą Lud Wolności, którego zjazd zjednoczeniowy odbył się kilka dni później.

## Wyniki wyborcze
Wybory do Izby Deputowanych i Senatu:
- 1994 – ok. 13,5% (109 posłów i 48 senatorów)
- 1996 – ok. 15,5% (92 posłów i 43 senatorów)
- 2001 – ok. 12,5% (99 posłów i 45 senatorów)
- 2006 – ok. 12,5% (71 posłów i 41 senatorów)

Wybory do Parlamentu Europejskiego:
- 1994 – ok. 12,5% (11 eurodeputowanych)
- 1999 – ok. 10,5% (9 eurodeputowanych)
- 2004 – ok. 11,5% (9 eurodeputowanych)